# Csaba Urbankovics
Csaba Urbankovics – węgierski zapaśnik walczący w stylu klasycznym.
Czwarty w Pucharze Świata w 1994 roku. Mistrz Węgier w 1993 i 1994; drugi  w 1988 roku.